# Педагогика в Швеции
Первым представителем шведской педагогики стал епископ Лаурентиус Паулинус Готус (1565—1646), горячий поборник рационального воспитания молодёжи. Другим выдающимся педагогом XVI века был И. Рубеккиус. Уже в 1649 году был издан закон, обязывавший учителей пройти полный курс по педагогике.
В XVIII веке выдвинулись трудами по педагогике Э. Эклунд, И. Броваллиус и К. Броокман (1783—1812); последний издавал первый в Швеции педагогический журнал под названием «Журнал для родителей и учителей» (швед. «Magazin för foräldrar och lärare»). В XIX веке выдающимися педагогами-писателями были К. Агард, Э. Гейер, А. Фрюксель и П. Линг, основатель школы педагогической гимнастики. В области народного образования пользовались известностью труды Т. Руденшельда, П. Сильстрэма и Ф. Карлсона. Среди поборниц женского образования выдвинулась Анна Сандстрэм (1854—?), защитница наглядного метода, отводящая главное место в учебной программе естественным наукам и географии. Основателем шведского педагогического ручного труда — слойда — был О. Саломон.